# Guerre siriache
Le guerre siriache sono state una serie di sei conflitti combattuti tra l'Impero seleucide e il Regno tolemaico d'Egitto, regni ellenistici formatisi dopo la caduta dell'impero di Alessandro Magno, durante il III e il II secolo a.C. nella regione della Celesiria, corrispondente in gran parte all'attuale Siria. Questi conflitti logorarono l'influenza e la forza militare di entrambe le parti, favorendo l'imposizione delle nuove potenze di Roma e dell'Impero partico. Sono brevemente menzionate nei Libri dei Maccabei.

## Antefatti
Nelle guerre dei diadochi, che seguirono la morte di Alessandro Magno, la Celesiria finì inizialmente sotto il controllo di Antigono I Monoftalmo. Nel 301 a.C. Tolomeo I Sotere, che quattro anni prima si era incoronato Re d'Egitto, sfruttò gli avvenimenti della battaglia di Ipso per prendere il controllo della regione. I vincitori di Ipso, però, avevano assegnato la Celesiria al vecchio alleato di Tolomeo, Seleuco I Nicatore, fondatore dell'Impero seleucide. Seleuco, che venne aiutato da Tolomeo durante la sua ascesa al potere, non portò avanti alcuna azione militare per riprendere il controllo della regione. Quando entrambi furono morti, però, i loro successori si scontrarono in guerra.

## Prima guerra siriaca (274–271 a.C.)
Dopo dieci anni di regno, Tolomeo II Filadelfo si scontrò con Antioco I Sotere, il sovrano seleucide che stava cercando di espandere il suo dominio in Siria e Anatolia. Tolomeo tentò di essere un sovrano forte e un abile generale. Inoltre, il suo recente matrimonio con la sorella Arsinoe II stabilizzò l'incerta corte egizia, permettendo a Tolomeo di portare a termine la campagna con successo.

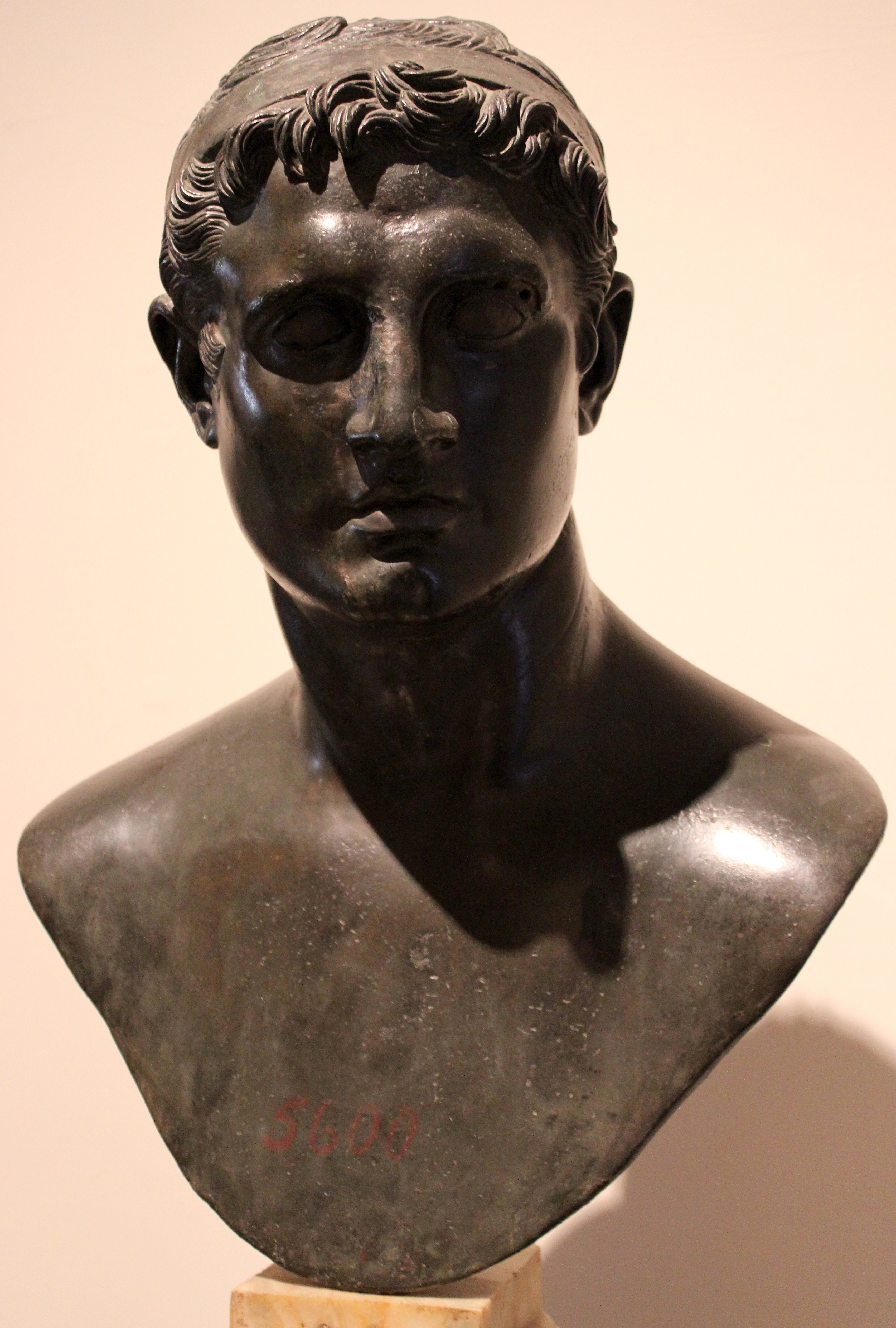
Busto di Tolomeo II, re d'Egitto durante la prima e la seconda guerra siriaca (Museo archeologico nazionale, Napoli)

La prima guerra siriana fu una grande vittoria per i Tolomei. Antioco prese le aree tolemaiche della costa siriana e dell'Anatolia meridionale nella prima fase dello scontro. Tolomeo riconquistò questi territori nel 271 a.C., estendendo il dominio tolemaico in Caria e nella maggior parte della Cilicia. Con l'attenzione di Tolomeo rivolta a oriente, il fratellastro materno Magas dichiarò la provincia della Cirenaica indipendente. Questo territorio rimarrà autonomo fino al 250 a.C., quando fu riassorbito nel Regno tolemaico.

## Seconda guerra siriaca (260–253 a.C.)
Antioco II Teo successe al padre nel 261 a.C. e iniziò una nuova guerra in Siria. Raggiunse un accordo con il sovrano Antigonide in Macedonia, Antigono II Gonata, interessato anche lui a cacciare Tolomeo II dall'Egeo. Con il supporto macedone, Antioco II lanciò un attacco alle roccaforti tolemaiche in Asia.
La maggior parte delle informazioni sulla seconda guerra siriana sono andate perdute. È chiaro che la flotta di Antigono sconfisse quella tolemaica nella battaglia di Cos (261 a.C.), diminuendo la forza navale di Tolomeo. Il re egizio perse anche territori in Cilicia, Panfilia e Ionia, mentre Antioco riconquistò Mileto e Efeso. Il coinvolgimento macedone nella guerra finì quando Antigono divenne preoccupato per la rivolta di Corinto e della Calcide nel 253 a.C., forse istigate da Tolomeo, e quando ci fu un incremento dell'attività militare nemica sulla frontiera settentrionale della Macedonia.
La guerra si concluse intorno al 253 a.C. con il matrimonio tra Antioco e la figlia di Tolomeo, Berenice Sira. Antioco ripudiò la precedente moglie, Laodice, e le consegnò un considerevole possedimento. Antioco morì a Efeso nel 246 a.C., avvelenato da Laodice, e Tolomeo II morì nello stesso anno.

## Terza guerra siriaca (246–241 a.C.)

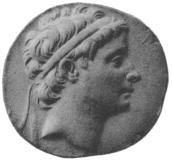
Moneta raffigurante Seleuco II Callinico, sovrano seleucide durante la terza guerra siriaca.

La terza guerra siriaca, nota anche come guerra di Laodice, iniziò con una delle molte crisi di successione che scossero gli stati ellenistici. Antioco II lasciò due madri ambiziose, la sua moglie ripudiata Laodice I e la figlia di Tolomeo II Berenice Sira, in una guerra per mettere i rispettivi figli sul trono. Laodice affermava che Antioco aveva nominato suo figlio erede nel letto di morte ma Berenice sosteneva che il suo figlio neonato era il legittimo erede. Berenice chiese al fratello Tolomeo III Evergete, il nuovo sovrano egizio, di andare ad Antiochia e aiutarla a mettere suo figlio sul trono. Quando Tolomeo arrivò Berenice e suo figlio erano stati assassinati.
Tolomeo dichiarò guerra all'appena incoronato figlio di Laodice, Seleuco II Callinico, nel 246 a.C., e portò avanti con successo la campagna (le sue forze erano probabilmente sotto il comando di Santippo, il generale mercenario che aveva sconfitto un'armata romana nella battaglia di Tunisi del 255 a.C.). Tolomeo guadagnò numerose vittorie su Seleuco in Siria e Anatolia, occupò per breve tempo Antiochia e, come indicato da una stele cuneiforme, raggiunse anche Babilonia. Queste vittorie erano però rovinate dalla perdita della Calcide a favore di Antigono Gonata nella battaglia di Andros (246 a.C.). Anche Seleuco ebbe difficoltà: la sua influente madre gli chiese di associare al trono come co-reggente il fratello minore Antioco Ierace, e di nominarlo signore dei possedimenti seleucidi in Anatolia. Antioco si dichiarò prontamente indipendente, minando gli sforzi di Seleuco di difendersi contro Tolomeo.
In cambio della pace nel 241 a.C., Tolomeo acquisì nuovi territori sulla costa settentrionale della Siria, inclusa Seleucia di Pieria, il porto di Antiochia. Il regno tolemaico arrivò così al massimo del suo potere.

## Quarta guerra siriaca (219–217 a.C.)

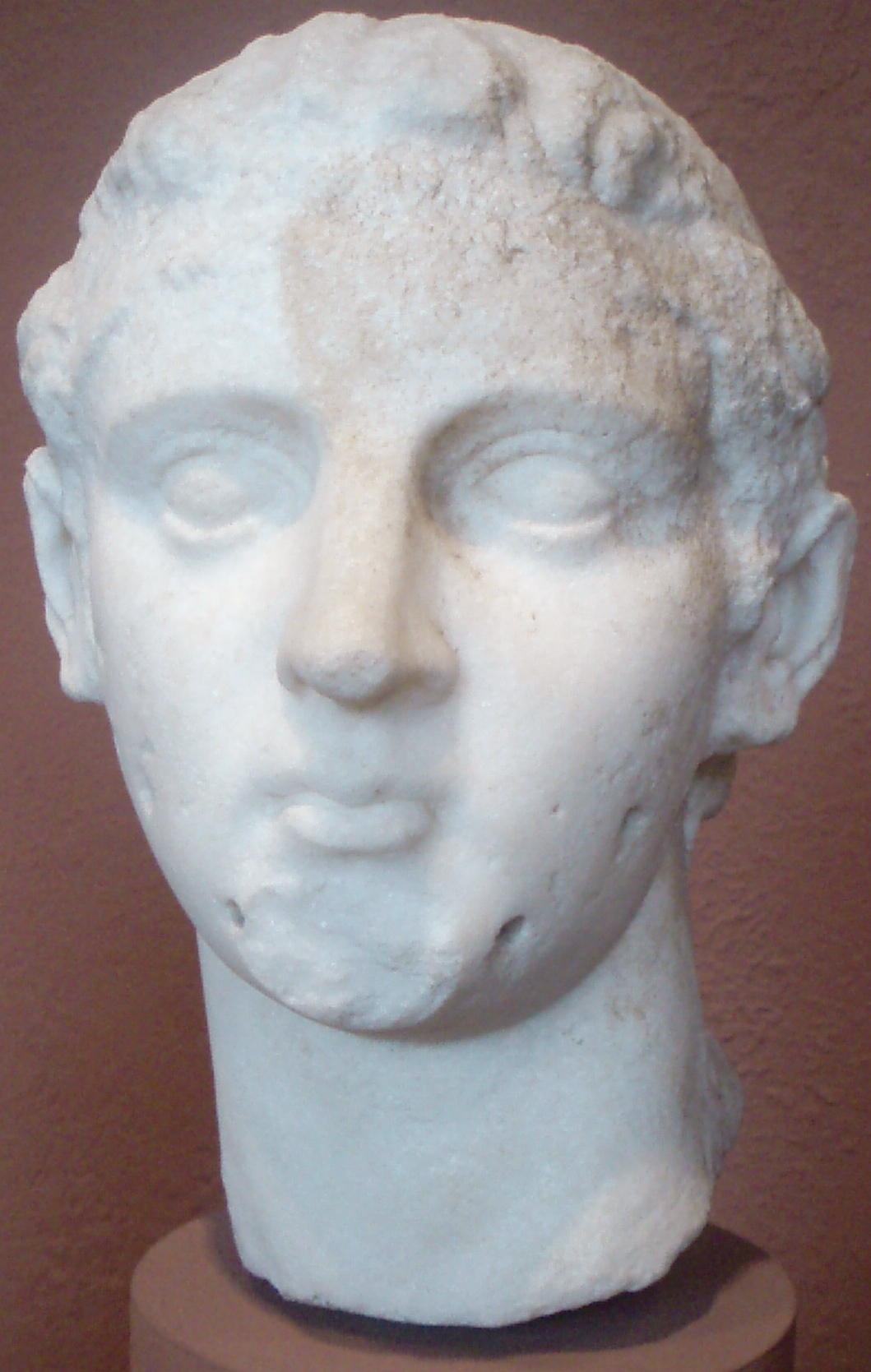
Testa in marmo di Tolomeo IV, re d'Egitto durante la quarta guerra siriaca (Museum of Fine Arts, Boston)

Appena preso il trono seleucide nel 223 a.C., Antioco III il Grande si prefissò il compito di riprendere il controllo dei territori imperiali di Seleuco I Nicatore, che si estendevano dal regno greco-battriano a est, l'Ellesponto a nord e la Siria a sud. Nel 221 a.C., aveva già riacquisto il controllo della Media e della Persia, che si erano ribellate. L'ambizioso monarca volse allora la sua attenzione alla Siria e all'Egitto.
L'Egitto era stato molto indebolito dagli intrighi di corte e i malcontenti popolari. Il regno del nuovo re, Tolomeo IV Filopatore iniziò con l'uccisione della regina madre, Berenice II. Il giovane re cadde molto presto sotto l'assoluta influenza dei cortigiani regi. I suoi ministri usarono il loro potere incontrastato per i propri interessi, scatenando il malcontento della popolazione.
Antioco sperava di ricavare un vantaggio da questa situazione caotica. Dopo che l'invasione del 221 a.C. era fallita sul nascere, iniziò finalmente la quarta guerra siriaca nel 219 a.C. Riconquistò Seleucia di Pieria insieme alle città della Fenicia, tra le quali Tiro. Piuttosto che attaccare l'Egitto, Antioco attese in Fenicia per più di un anno, consolidando i suoi nuovi territori e ascoltando le proposte diplomatiche del regno tolemaico.

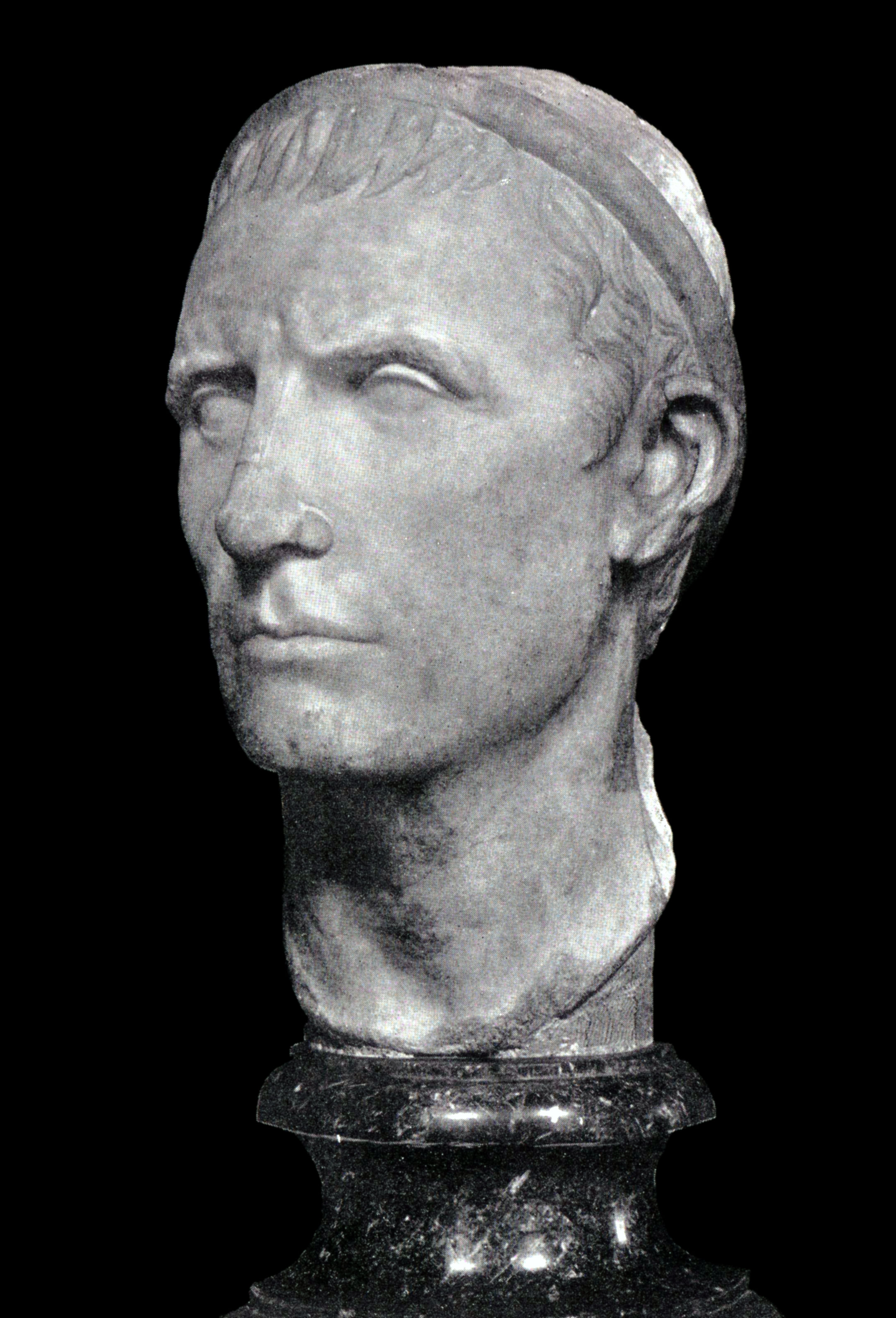
Busto di Antioco III il Grande, sovrano seleucide durante la quarta e la quinta guerra siriaca (Museo del Louvre, Parigi)

Nel frattempo, il ministro tolemaico Sosibio iniziò a reclutare e addestrare un esercito. Prese milizie non solo dalla popolazione greca, come facevano solitamente gli eserciti ellenistici, ma anche dai popoli nativi, formando falangi con oltre 3 000 egizi. Questa innovazione diede i suoi frutti, ma ebbe successivamente conseguenze disastrose per la stabilità dei Tolomei. Nell'estate del 217 a.C. Tolomeo sconfisse Antioco nella battaglia di Rafah, il più grande scontro dalla battaglia di Isso, più di ottant'anni prima.
La vittoria di Tolomeo preservò il suo controllo della Celesiria e il re decise di non avanzare oltre nell'impero di Antioco, nemmeno per riprendere Seleucia di Pieria. Il regno tolemaico continuò a indebolirsi negli anni successivi, soffrendo per problemi economici e ribellioni. Sentimenti nazionalisti presero piede tra gli egizi nativi che avevano combattuto a Rafah. Questi si ribellarono durante il regno del successore di Tolomeo IV, Tolomeo V Epifane, stabilendo un regno indipendente nell'Alto Egitto, che i Tolomei riconquistarono solo nel 185 a.C.

## Quinta guerra siriaca (202–195 a.C.)

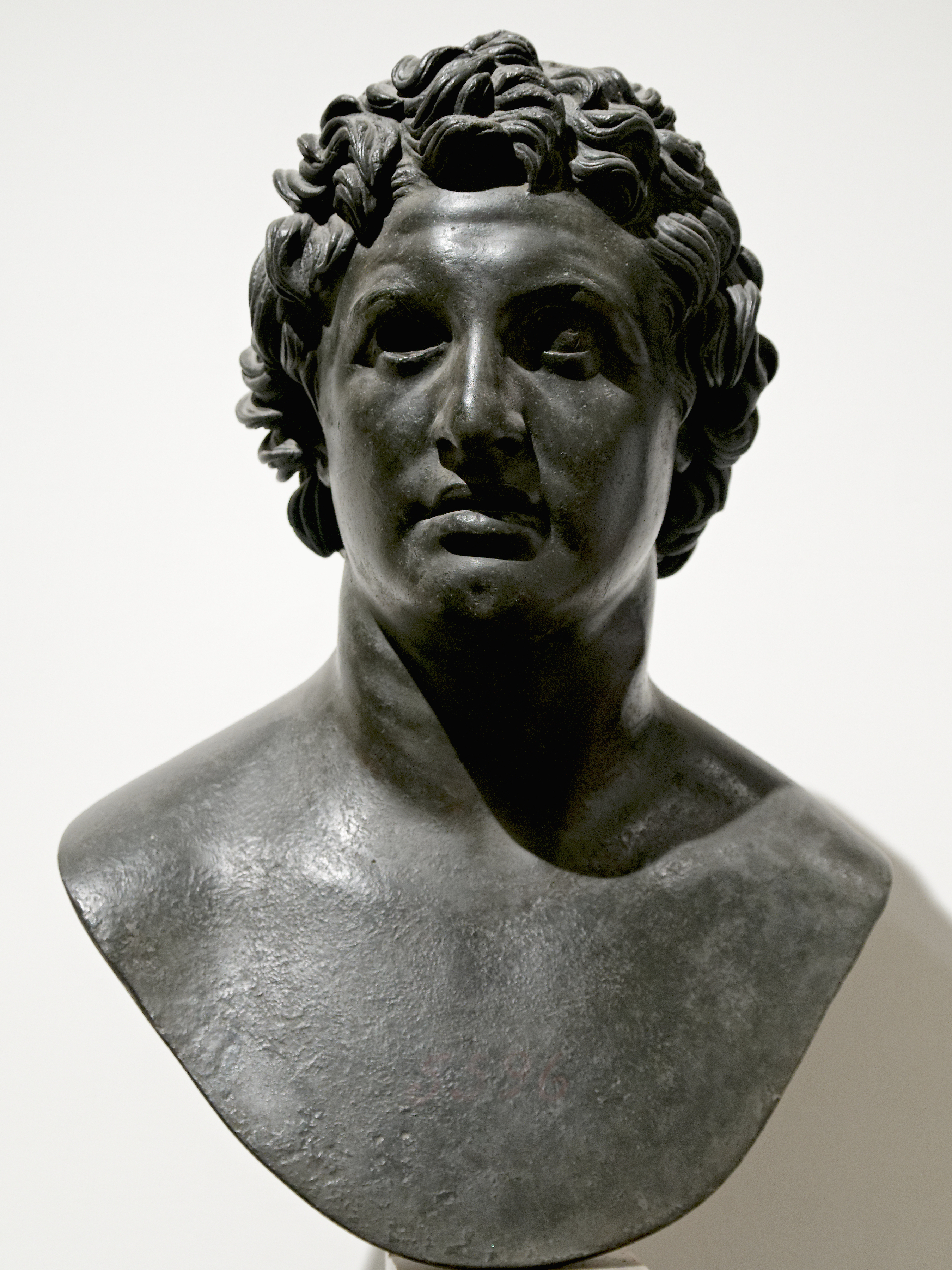
Busto di Tolomeo V, re d'Egitto durante la quinta guerra siriaca (Museo archeologico nazionale, Napoli)

La morte di Tolomeo IV nel 204 a.C. fu seguita da un violento conflitto per la reggenza del suo erede, Tolomeo V Epifane, che era solo un bambino. Il conflitto iniziò con l'uccisione della moglie del defunto re, Arsinoe III, compiuta dai ministri Agatocle e Sosibio. La fine di Sosibio non è chiara, ma sembra che Agatocle abbia retto il regno fino a quando fu linciato dalla folla in rivolta ad Alessandria. La reggenza passò per molte mani e il regno visse un periodo di profonda anarchia.
Sperando di ricavare un vantaggio da questa situazione, Antioco III progettò una seconda invasione della Celesiria. Fece un accordo con Filippo V di Macedonia per conquistare e dividere i territori non egizi di Tolomeo, ma questa alleanza non durò molto. Antioco scese velocemente nella regione. Dopo un piccolo intoppo a Gaza, inflisse una sconfitta enorme ai Tolomei nella battaglia di Panion, vicino alla sorgente del fiume Giordano che gli fece guadagnare la città di Sidone.
Nel 200 a.C. emissari romani andarono da Filippo e Antioco chiedendo di desistere dall'invadere l'Egitto. I romani non avrebbero sofferto così nessuna interruzione del commercio di grano dall'Egitto, necessario per supportare la vasta popolazione dell'Italia. Dato che nessuno dei monarchi aveva pensato di invadere l'Egitto, accettarono favorevolmente le condizioni di Roma. Antioco completò la conquista della Celesiria nel 198 a.C. e si diresse a conquistare le roccaforti rimaste a Tolomeo sulle coste della Caria e della Cilicia.

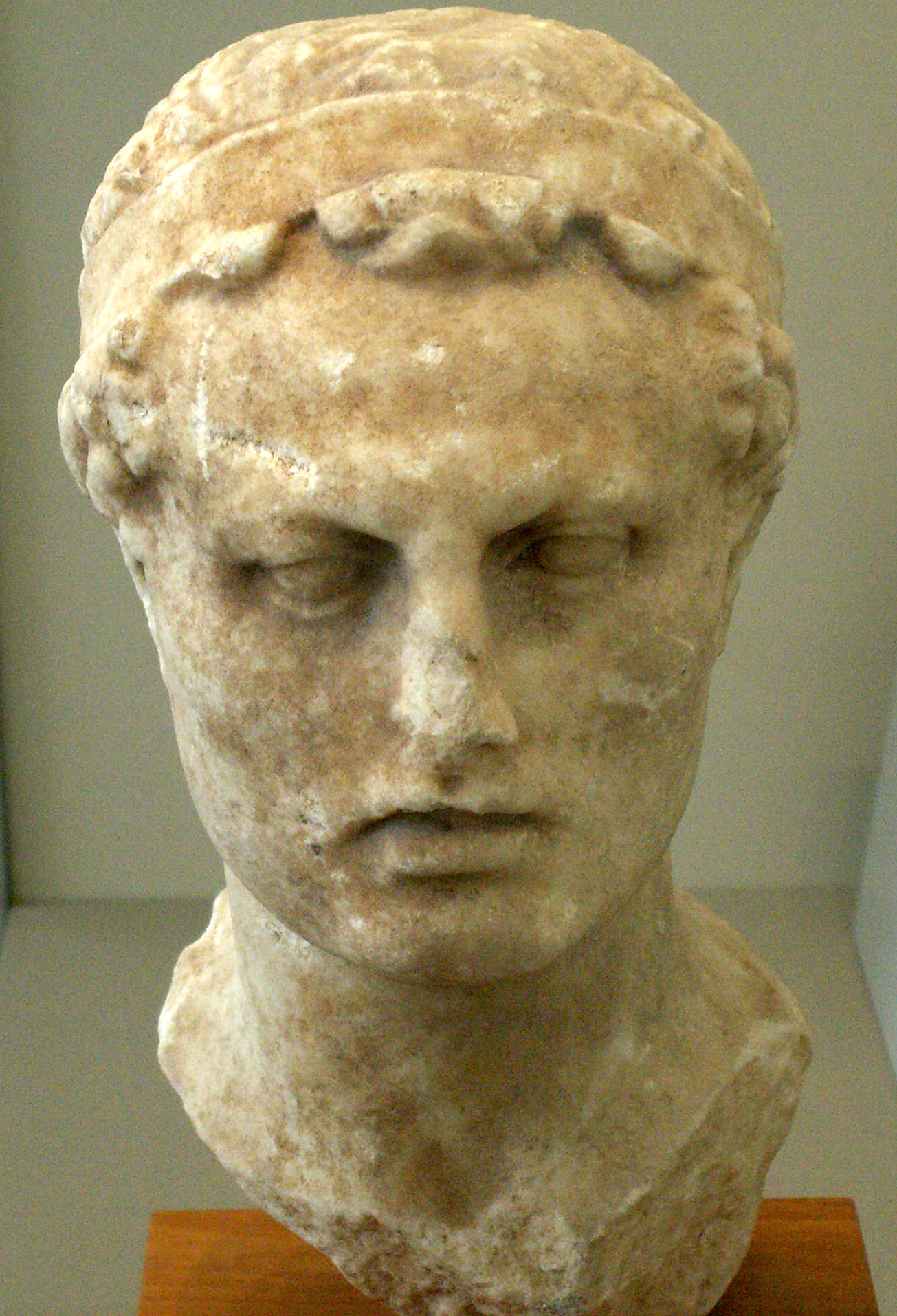
Busto di Antioco IV, sovrano seleucide durante la sesta guerra siriaca (Altes Museum, Berlino)

Problemi in patria portarono Tolomeo a soffrire una veloce e svantaggiosa conclusione. I movimenti nazionalisti, che erano iniziati prima della guerra e si erano estesi con il supporto della classe sacerdotale egizia, crearono tumulti e sommosse nel regno. Le difficoltà economiche portarono il governo tolemaico a incrementare le tasse, cosa che accese ancora di più i malcontenti generali. Per sedare le rivolte, Tolomeo firmò un trattato con Antioco nel 195 a.C., lasciando all'impero seleucide il possesso della Celesiria e acconsentendo al matrimonio con la figlia di Antioco, Cleopatra I.

## Sesta guerra siriaca (170–168 a.C.)
Le cause di questo conflitto sono oscure. Nel 170 a.C., Euleo e Leneo, i due reggenti del giovane re egizio Tolomeo VI Filometore, dichiararono guerra al sovrano seleucide Antioco IV Epifane. Nello stesso anno i fratelli minori di Tolomeo, Tolomeo VIII Fiscone e Cleopatra II furono dichiarati co-regnanti per mantenere l'unità dell'Egitto. Le operazioni militari non iniziarono prima del 169 a.C. quando Antioco arrivò ad assediare l'importante città di Pelusio. Gli egizi realizzarono il loro sbaglio nell'iniziare la guerra, Euleo e Leneo furono deposti e rimpiazzati da due nuovi reggenti, Comano e Cinea, e furono mandati degli inviati per negoziare un trattato di pace con Antioco.
Antioco prese Tolomeo VI, suo nipote, sotto la sua custodia, dandogli l'effettivo controllo dell'Egitto. Ciò fu inaccettabile per i cittadini di Alessandria, che risposero procedendo Tolomeo VIII come unico re. Antioco assediò Alessandria ma non fu in grado di tagliare la comunicazioni della città e quindi, alla fine del 169, si ritirò. Durante la sua assenza Tolomeo VI e il fratello si riconciliarono. Antioco, arrabbiato per la sua perdita di controllo sul re, invase nuovamente. Gli egizi inviarono a Roma richieste di aiuto e il Senato mandò Gaio Popilio Lenate ad Alessandria.
Nel frattempo Antioco aveva invaso Cipro e Menfi e marciava verso Alessandria. A Eleusi, nelle vicinanze della capitale, incontrò Popilio Lenate, con il quale era stato amico durante il suo soggiorno a Roma. Ma nonostante l'amichevole benvenuto, Popilio offrì al re un ultimatum dal Senato: avrebbe dovuto lasciare l'Egitto e Cipro immediatamente. Antioco chiese del tempo per pensarci ma Popilio disegnò un cerchio intorno a lui nella sabbia e disse di rispondere prima che ne fosse uscito. Antioco decise di sottostare all'ultimatum romano. Il giorno di Eleusi finì la sesta guerra siriaca e le speranze di Antioco di conquistare il territorio egizio.